# 소라닌
《소라닌》(일본어: ソラニン 소라닌[*], Solanin)은 일본의 청년 만화잡지 《주간 영 선데이》(쇼가쿠칸)에 2005년에서 2006년까지 연재된, 아사노 이니오의 청년만화 작품이다. 전 2권으로 끝맺은 이 작품은, 일본에서 2005년 12월 5일에 단행본 1권, 2006년 5월 2일에 단행본 2권이 출판되었다. 대한민국에서는 북박스에서 《소라닌》이라는 제목으로, 2006년 11월 23일에 전 2권을 한꺼번에 출판하였다. 2009년 아이즈너 상 '최우수 국제 작품 - 일본'(Best U.S. Edition of International Material - Japan) 부문 후보로 지명되었다.
2010년 4월 3일 일본에서 실사 영화로 개봉되었다.

## 개요
사회 초년생의 사랑과 꿈을 지켜가려는 영화이다.

## 줄거리
대학 밴드 동아리에서 만나 동거하는 메이코와 타네다는 졸업은 하였지만 자리를 잡지 못하고 백수와 알바를 전전하며 미래에 대한 불안속에서도 꿈과 사랑을 지키려 하지만, 타네다의 교통사고로 사망하자 홀로 남은 메이코는...

## 등장인물
이노우에 메이코 (井上芽衣子, いのうえ めいこ)
타네다 나루오 (種田成男, たねだ なるお)
야마다 지로 (山田二郎, やまだ じろう)
카토 켄이치 (加藤賢一, かとう けんいち)
코타니 아이 (小谷アイ, こたに あい)
아이카와 리츠코 (鮎川律子, あゆかわ りつこ)
사에키 류타로 (冴木隆太郎, さえき りゅうたろう)
오오하시 (大橋, おおはし)
메이코의 어머니 (芽衣子の母)
타네다의 아버지 (種田の父)

## 출판 정보
- 저자 : 아사노 이니오
- 옮긴이 : 유미선
- 출판사 : 소학관 , 랜덤하우스코리아
- 일본어판

1. 2005년 12월 5일 ISBN 978-4-09-153321-0
2. 2006년 5월 2일 ISBN 978-4-09-151076-1

- 한국어판

1. 2006년 11월 23일 ISBN 978-89-255-0315-8
2. 2006년 11월 23일 ISBN 978-89-255-0316-5

## 영화

### 제작진
- 원작 : 아사노 이니오
- 감독 : 미키 타카히로
- 각본 : 타카하시 이즈미
- 음악 : ent[2]
- 제작 : 〈소라닌〉제작위원회(아스믹 에이스 엔터테인먼트, TV 아사히, 소학관, 소니 뮤직 엔터테인먼트, WOWOW, IMJ 엔터테인먼트, 아사히 방송, Yahoo! JAPAN)
- 영화제작 총책임자 : 토지마 마사오
- 프로듀서 : 이마무라 케이코, 타나카 미유키, 쿠보타 오사무
- 촬영 : 콘도 류토
- 조명 : 후지이 이사무
- 편집 : 우에노 소우이치
- 미술 : 이소다 노리히로
- 의상 : 아라키 사토에
- 배급 : 아스믹 에이스 엔터테인먼트

### 배역
- 이노우에 메이코 : 미야자키 아오이
- 타네다 나루오 : 코라 켄고
- 야마다 지로 : 키리타니 켄타
- 카토 켄이치 : 콘도 요이치(삼보마스터)
- 코타니 아이 : 이토 아유미
- 아이카와 리츠코 : 이와타 사유리
- 사에키 류타로 : ARATA
- 오오하시 : 나가야마 켄토
- 메이코의 어머니 : 미호 준
- 타네다의 아버지 : 자이츠 카즈오

### 주제가
- 〈ソラニン〉(소라닌)
  - 작사 : 아사노 이니오(浅野いにお) /작곡 : 고토 마사후미(後藤正文·ASIAN KUNG-FU GENERATION)